# Chiara Dynys
Chiara Dynys (Mantova, 1958) è un'artista italiana.

## Biografia
Si forma all'Università di Pisa. Si trasferisce prima a Mantova e poi a Milano tra il 1984 e 1985 dove inizia a esporre in diverse mostre collettive grazie a curatori quali Enrico Crispolti e Paolo Fossati.
Nel corso della sua attività, attraverso lo sviluppo di installazioni ambientali, ha in più occasioni dialogato con lo spazio pubblico: nel 2004 ha progettato un'installazione disseminata negli spazi pubblicitari pubblici per il Premio Nazionale Arti Visive Città di Gallarate; nel 2006 ha progettato una serie di opere per la Casa dello Studente dell'Accademia di Architettura di Mendrisio; nel 2023 ha realizzato un'installazione site specific per l'Aeroporto di Milano-Malpensa.
L'artista ha sviluppato inoltre una serie di opere in dialogo diretto con la storia dell'arte italiana. Ne sono esempio il progetto per il Museo Poldi Pezzoli di Milano dedicato a Piero della Francesca, le installazioni permanenti in dialogo con Antonio Canova realizzate per la Villa Reale di Monza e per Palazzo Maffei Casa Museo e le opere realizzate per la mostra Giotto e il Novecento presso il MART di Rovereto.
Ha preso parte a mostre internazionali come: Aspectos da pintura italiana do apos-guerra aos nossos dias presso il Museu nacional de belas artes a Rio de Janeiro (1989); WHERE? L’identité ailleurs que dans l’identification presso il Musée d'art moderne de Saint-Étienne (1992) in cui ha presentato le sue prime opere ambientali; alla XI; XII e XIV Quadriennale di Roma (1986; 1996; 2005); The Shape of the World al Padiglione d'arte contemporanea di Milano (2000); Light Art from Artificial Light, Zentrum für Kunst und Medientechnologie, Karlsruhe (2006); La parola nell’arte, MART, Rovereto (2007); Soundlines of Contemporary Art, ICAE Armenia, Yerevan (2018).

## Mostre personali (selezione)
- 1993 Göppingen, Städtischen Galerie, personale[15]
- 1996 Ginevra, Centre d’Art Contemporain, "Lunedì pulito"
- 2001 Lugano, Museo Cantonale, Ala Est, personale
- 2003 Bochum, Museum Bochum, personale
- 2004 Bonn, Kunstmuseum, personale
- 2007 Milano, Rotonda di Via Besana, "Luce negli occhi"[16]
- 2010 Karlsruhe, ZKM | Center for Art and Media , "In Alto" [17]
- 2019 Venezia, Museo Correr, Sala delle Quattro Porte , “Chiara Dynys. Sabra Beauty Everywhere”[18][19]
- 2019 Roma, Mattatoio, “Chiara Dynys. Enlightening Books”[20]
- 2021 Varese, Villa e Collezione Panza, “Chiara Dynys. Sudden Time”[21]
- 2022 Gallarate, Museo MAGA, “Chiara Dynys. Melanchoia”[22]
- 2023, Rovereto, MART, “Chiara Dynys. L'ombra della luce”[23]
- 2024 Venezia, Ca' Pesaro, “Chiara Dynys. Lo Stile”[24]

## Opere di Chiara Dynys nei musei

### Musei in Italia
- GNAM - Galleria Nazionale d'Arte Moderna e Contemporanea, Roma
- MAGA - Museo Arte Gallarate, Gallarate
- MART - Museo d'arte moderna e contemporanea di Trento e Rovereto, Rovereto
- Palazzo Maffei Casa Museo, Verona
- Villa Reale di Monza, Monza
- Palazzo Fortuny, Venezia

### Musei all'estero
- VAF - Stfitung, Francoforte sul Meno (D)
- MASI Lugano - Museo d'arte della Svizzera Italiana (CH)
- ZKM - Zentrum für Kunst und Medientechnologie, Karlsruhe (D)